# بیکر (ایندیانا)
بیکر (به انگلیسی: Baker) یک منطقهٔ مسکونی در ایالات متحده آمریکا است که در شهرستان سولیوان، ایندیانا واقع شده‌است. بیکر ۱۴۳ متر بالاتر از سطح دریا واقع شده‌است.